# Oaro (fleuve)
Le fleuve Oaro  (en anglais : Oaro River) est un  cours d’eau du Nord de la région de  Canterbury dans l’Île du Sud de la Nouvelle-Zélande.

## Géographie
Il s’écoule vers le Sud à partir de sa source dans la chaîne des ‘Hundalee Hills’, tournant vers l’est rapidement avant d’atteindre la côte de l’Océan Pacifique au niveau du village d’ ‘Oaro ‘,  à 15 km  au sud-ouest de la ville de Kaikoura.